# Luigi Russolo
Luigi Russolo (n. 30 aprilie 1885, Portogruaro, Veneto, Italia – d. 4 februarie 1947, Laveno-Mombello, Lombardia, Italia) a fost un artist plastic, compozitor, solist și constructor de instrumente muzicale italian. 

## Publicații
- L'arte dei rumori (Umjetnost buke) ( 1913)
- Al di là della materia (1938)

## Galerie

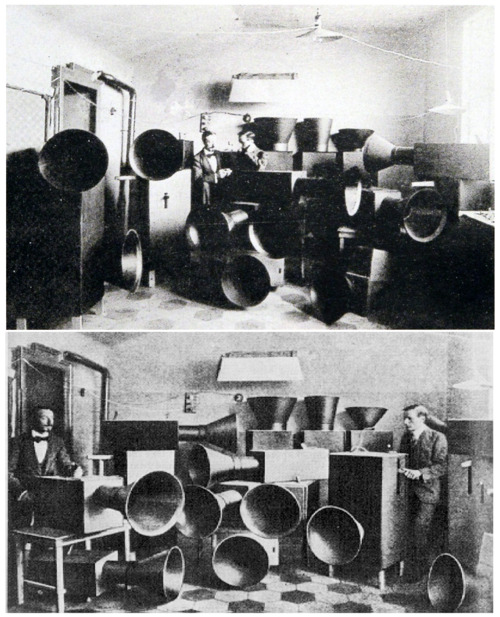
Intonarumori, 1920